# Scutellaria sapphirina
Scutellaria sapphirina là một loài thực vật có hoa trong họ Hoa môi. Loài này được (Barneby) Olmstead miêu tả khoa học đầu tiên năm 1990.